# Zakučac
Zakučac is een plaats in de gemeente Omiš in de Kroatische provincie Split-Dalmatië. De plaats telt 153 inwoners (2001).